# Assar Gabrielsson
Assar Thorvald Nathanael Gabrielsson  (Korsberga, 13 augustus 1891 – Göteborg, 28 mei 1962) was een Zweeds industrieel en medeoprichter van Volvo.

## Biografie
Assar Gabrielsson heeft economie gestudeerd en werkte vanaf 1916 als verkoopmanager voor de kogellagerfabriek Svenska Kullagerfabriken AB (SKF). Op 20 juni 1922 werd hij benoemd tot 'sales manager' voor het hele bedrijf. Zodoende werd hij medeoprichter van AB Volvo, oorspronkelijk een dochter van SKF.

## Chronologie
- 1891 Geboren op 13 augustus in Korsberga, Västra Götalands län, Zweden als zoon van Gabriel Nathanael Gabrielsson en Anna Helmina Larsson.
- 1911 Behaald Bachelor's graad in bedrijfskunde aan de Stockholm School of Economics (HHS).
- 1912–1916 Werkt als stenograaf voor het Zweedse parlement, de Rijksdag.
- 1916 Trouwt met Anna Theresia Andreasson.
- 1916–1920 Werkt bij de SKF in Göteborg in de verkoopafdeling.
- 1921–1922 Leidinggevende van de Franse vestiging van SKF in Parijs.
- 1922–1926 Hoofd verkoop voor de SKF-groep.
- 1926–1956 Directeur van AB Volvo.
- 1956–1962 Voorzitter van de raad van bestuur van AB Volvo.

## Volvo - het automobielproject

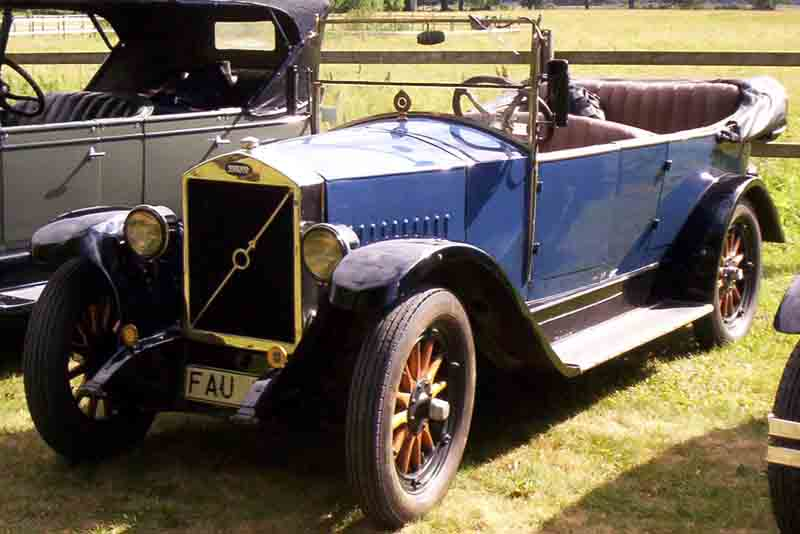
Volvo ÖV4

Het idee van Assar Gabrielsson om een auto te ontwikkelen ontstond in zijn tijd als leidinggevende van de Franse vestiging van SKF. Hij ontdekte dat concurrenten in de kogellagerbranche fors investeerden in de opkomende automobielindustrie om hun afzet veilig te stellen. Bovendien zou de productie van auto's een positief effect hebben op de gehele Zweedse industrie. Aanvankelijk slaagde hij er niet in de directie van de SKF warm te krijgen voor zijn plan, waarna Gabrielsson besloot op eigen kosten een proefserie van 10 auto's te laten bouwen. Hij vertrouwde erop dat het bestuur van de SKF in een later stadium akkoord zou gaan met zijn plannen en hij had vrijwel zeker de steun van Björn Prytz, de toenmalige directeur van de SKF, mits zijn "privé-project" niet ten koste zou gaan van zijn normale werk voor de SKF.

### Van idee naar prototype
In juni 1924, toen Gabrielsson zijn oude vriend en collega Gustaf Larson ontmoette in Stockholm, legde hij zijn plannen uit voor het ontwikkelen van een nieuwe Zweedse auto. Ze sloten later een contract waarin bepaald werd dat Larson een auto zou ontwerpen en een productielijn. Hij zou pas beloond worden als er voor 1 januari 1928 100 exemplaren zouden zijn gebouwd. Larson werd doorbetaald door zijn toenmalige werkgever AB Galco, en het economisch risico lag volledig bij Gabrielsson.
De proefserie van de 10 exemplaren van de Volvo ÖV4 werd ontworpen en gebouwd bij AB Galco in Stockholm, onder supervisie van Larson, die nog steeds in dienst van AB Galco zijn aandacht moest verdelen tussen dit project en zijn andere werkzaamheden. Een ontwerpafdeling, vaak "Volvo's eerste ontwerpafdeling" genoemd, werd ingericht in een kamer van het privé-appartement van Larson in Stockholm. Het ontwerp van de ÖV4 startte in de herfst van 1924 en meerdere ontwerpers waren hierbij betrokken, waaronder Jan G. Smith en Henry Westerberg. Het eerste prototype was gereed in juni 1926 en werd persoonlijk door Gabrielsson en Larson over de gebrekkige wegen destijds naar Göteborg gereden om het te presenteren aan de directie van de SKF.

### De oprichting van automobielfabrikant Volvo
Op de directievergadering, gehouden in Hofors op 10 augustus 1926, besloot de SKF het oude bedrijfsonderdeel AB Volvo te gebruiken voor het automobielproject. AB Volvo was geregistreerd in 1915 en was oorspronkelijk bedoeld voor een speciale serie kogellagers voor de Amerikaanse markt. Een kleine serie kogellagers is gestanst met het Volvo-merk, maar een grotere serie is er nooit gekomen.
Op 12 augustus 1926 werd een contract getekend door Gabrielsson en SKF, waarin de 10 prototypen, alle ontwerptekeningen, -berekeningen, e.d. in eigendom overgedragen werden naar AB Volvo. In ruil daarvoor kreeg Gabrielsson zijn privé-investering ruimschoots terugbetaald. Ook Larsson kreeg een betaling voor zijn inspanningen. Per 1 januari 1927 werd Gabrielsson algemeen directeur van het "vernieuwde" AB Volvo. Larson verliet AB Galco en werd technisch directeur van Volvo.

### Economische problemen
Op 14 april 1927 verliet de eerste in serie geproduceerde ÖV4 de nieuwe fabriek in Hisingen, nabij Göteborg. De eerste jaren was er geen sprake van winst en de SKF investeerde veel geld om de onderneming te laten draaien. In 1928 begon de productie van vrachtwagens op basis van de ÖV4, dit begon kleinschalig, maar was vanaf het begin succesvol. Aan het eind van 1930 maakte AB Volvo voor het eerst winst. In 1935 kwam de SKF tot de conclusie dat Volvo op zijn eigen benen kon staan en bracht men het bedrijf naar de Stockholmsbörsen.

### Volvo - eindelijk succes
Toen Assar Gabrielsson zijn 50-ste verjaardag vierde in 1941, werd de 50.000ste Volvo geleverd. Het kostte tien jaar om de eerste 25.000 auto's te produceren, maar slechts vier jaar voor de volgende 25.000. In 1945, net na het einde van de Tweede Wereldoorlog, werd de Volvo PV444 geïntroduceerd en dit was direct een groot succes.
Gabrielsson behield zijn positie als directeur voor AB Volvo tot 1956, toen hij de voorzitter van de raad van bestuur werd. Deze positie behield hij tot zijn overlijden in 1962.
- Gemeinsame Normdatei: 171292243
- International Standard Name Identifier: 0000 0000 5337 0532
- LIBRIS: 187827
- Virtual International Authority File: 222148995949659751756